# إيرا شيرمان
إيرا شيرمان (بالإنجليزية: Ira Sherman)‏ هو نحات أمريكي، ولد في 1950.